# Série de pièces espagnoles de 2 euros du Patrimoine mondial
L'Espagne a commencé en 2010 une série de pièces commémoratives de 2 euros mettant à l'honneur les sites espagnols inscrits au patrimoine mondial de l'UNESCO. Les pièces sont émises à raison d'une par année au mois de mars.

## Spécificités de la série
En 2021, l'Espagne compte 49 sites inscrits au patrimoine mondial, dont 43 culturels, 4 naturels et 2 mixtes. Depuis 2010, la Fabrique nationale de la monnaie et du timbre a produit treize pièces commémoratives espagnoles représentatives du patrimoine mondiale de l'Espagne. L'émission de ces différentes pièces parmi cette série particulière a mis à l'honneur 12 sites culturels et 1 site naturel.
La série de pièces espagnoles de 2 euros du Patrimoine mondial a pour le moment mis en lumière à peu près 26% des sites en Espagne classés à l'UNESCO. De nombreux monuments emblématiques de ce pays sont encore dans l'attente d'une émission de leur gravure sur l'avers de pièce de 2 euro comme la célèbre Sagrada Família ou même la Tour d'Hercule en Galice. L'institution monétaire d'Espagne continue de mettre en avant chaque année un nouveau site ; on peut donc s'attendre dans de futures années à l'émission du premier site de l'UNESCO mixte de l'Espagne.

## Caractéristiques
| 2 Euros Patrimoine de l'Unesco | Avers                                                                       | Dessin                    |
| --- | --------------------------------------------------------------------------- | ------------------------- |
| Pays : Espagne Valeur : 2 euros Masse : 8,50 g Diamètre : 25,75 mm Epaisseur : 2,20 mm Tranche : Inscription sur cannelures fines Composition : Cœur : 3 couches laiton de nickel / nickel / laiton de nickel Anneau: cupronickel Année d'émission : 2010 - ? | Gravure : Selon les sites Graveur : Selon les sites Année : Selon les sites | Motif selon le patrimoine |

## Pièces émises
| Année | Monument                                                                         | Ville                                | Dessin                 | Description | Photographie                                                            |
| ----- | -------------------------------------------------------------------------------- | ------------------------------------ | ---------------------- | --- | ----------------------------------------------------------------------- |
| 2010  | Centre historique de Cordoue inscrit depuis 1984                                 | Cordoue, Andalousie                  |                        | L'avers de cette pièce représente la "forêt de piliers" de la Grande mosquée-cathédrale de Cordoue, témoin de l'art islamique en Europe, édifiée entre le VIIIe et le Xe siècle.                                                                                        | La Mezquita de Cordoue (8331935924)                                     |
| 2011  | L'Alhambra inscrit depuis 1984                                                   | Grenade, Andalousie                  |                        | L'avers de cette pièce représente la représentation du Patio de Los Leones de l'Alhambra, à Grenade.Dans le bas le nom du pays émetteur ESPAÑA et le millésime 2011. |                                                                         |
| 2012  | La cathédrale Sainte-Marie de Burgos inscrit depuis 1984                         | Burgos, Castille-et-Léon             |                        | L'avers de cette pièce représente la cathédrale de Burgos. Le nom du pays émetteur ESPAÑA apparaît du côté supérieur gauche. Tandis que le millésime 2012 et la marque d'atelier apparaissent du côté droit.                                                            |                                                                         |
| 2013  | Le site royal de Saint-Laurent-de-l'Escurial inscrit depuis 1984                 | MadridCommunauté de Madrid           |                        | L'avers de cette pièce représente le monastère du Saint-Laurent de l'Escurial. Au-dessus la mention du pays émetteur ESPAÑA et avec le millésime 2015 |                                                                         |
| 2014  | Parc Güell inscrit depuis 1984                                                   | Barcelone Catalogne                  |                        | L'avers de cette pièce représente le dragon (ou salamandre) et le toit de la conciergerie du célèbre Parc Güell à Barcelone qui a été réalisé par Antoni Gaudí. A gauche, le nom du pays émetteur ESPAÑA et le millésime 2014. A droite, la légende PARK GÜELL - GAUDÍ. |                                                                         |
| 2015  | Grotte d'Altamira inscrit depuis 1985                                            | Cantabrie                            |                        | L'avers de cette pièce représente la peinture d'un bison dessiné dans la grotte d'Altamira, en dessous le nom du pays émetteur ESPAÑA et au-dessus du millésime 2015.                                                                                                   |                                                                         |
| 2016  | Aqueduc de Ségovie inscrit depuis 1985                                           | Ségovie, Castille-et-Léon            |                        | L'avers de cette pièce représente une partie de l'Aqueduc de Ségovie surmontée de la mention du pays émetteur ESPAÑA et du millésime 2016. |                                                                         |
| 2017  | Église Santa María del Naranco inscrit depuis 1985                               | Oviedo, Asturies                     |                        | L'avers de cette pièce représente le monument inscrit à l'Unesco : l'église Santa María del Naranco à Oviedo surmontée de la mention du pays émetteur ESPAÑA et du millésime 2017.                                                                                      |                                                                         |
| 2018  | Centre historique de Saint-Jacques de Compostelle inscrit depuis 1985            | Saint-Jacques de Compostelle, Galice |                        | L'avers de cette pièce représente la statue de Saint Jacques devant la porte sainte de la cathédrale de Saint-Jacques de Compostelle. A gauche, la mention pays émetteur ESPAÑA et en bas de celle-ci le millésime 2018.                                                |                                                                         |
| 2019  | Centre historique de la muraille d'Ávila inscrit depuis 1985                     | Ávila Castille-et-Léon               | ES 2€ 2019 Ávila.png   | L'avers de cette pièce représente la muraille d'Ávila à travers trois tours, surmontées par la mention du pays émetteur ESPAÑA et du millésime 2019. | Image illustrative de l’article Muraille d'Ávila                        |
| 2020  | Architecture mudéjare d'Aragon (inscrit depuis 1986)                             | Teruel, Aragon                       |                        | L'avers de cette pièce représente la Tour de San Salvador à Teruel, qui est surmontée par la légende : ARQUITECTURA MUDÉJAR DE ARAGÓN. A gauche la mention du pays émetteur ESPAÑA et à droite le millésime 2020.                                                       | Torre de la iglesia del Salvador, Teruel, España, 2014-01-10, DD 75.JPG |
| 2021  | Ville historique de Tolède inscrit depuis 1986                                   | Tolède, Castille-La Manche           | 2euros-Tolede-2021.jpg | L'avers de cette pièce représente la Puerta del Sol devant un détail de l'arche sainte de l'ancienne grande synagogue El Tránsito qui est aujourd'hui un musée. A gauche la mention du pays émetteur ESPAÑA et au-dessus le millésime 2020.                             |                                                                         |
| 2022  | Parc national de Garajonay inscrit depuis 1986                                   | La Gomera, Îles Canaries             |                        | L'avers de cette pièce représente la montagne "Alto de Garajonay" et la forêt subtropicale de lauriers. En haut la mention du pays émetteur ESPAÑA et le millésime 2022.                                                                                                |                                                                         |
| 2023  | Vieille ville de Cáceres inscrit depuis 1986                                     | Cáceres, Estrémadure                 |                        | L'avers de cette pièce représente la Plaza Major et sa Tour de Bujaco |                                                                         |
| 2024  | La cathédrale, l'Alcázar et les Archivo de Indias de Séville inscrit depuis 1987 | Séville, Andalousie                  |                        | L'avers de cette pièce représenteune vue du Patio des Demoiselles (Patio de las Doncellas) de l'Alcazar de Séville | Alcázar                                                                 |

## Pièces à venir
La Fabrique nationale a émis les pièces selon l'ordre d'inscription à l'UNESCO ; il n'y a pas de calendrier précis.
| Année | Monument                                           | Ville                        | Dessin | Description | Photographie             |
| ----- | -------------------------------------------------- | ---------------------------- | ------ | ----------- | ------------------------ |
| 2025  | La Vieille ville de Salamanque inscrit depuis 1988 | Salamanque, Castille-et-León |        |             | Cathédrale de Salamanque |
| 2026  | Le Monastère de Poblet inscrit depuis 1991         | Vimbodí i Poblet, Catalogne  |        |             | Monastère de Poblet      |

Notes
1. ↑  JO C 47/07 du 25/02/2010 : Espagne 2010 (centre historique de Cordoue)
2. ↑  JO C 50/2 du 17/02/2011 : Espagne 2011 (Sites naturels et culturels du patrimoine mondial de l'UNESCO — Patio de los Leones de l'Alhambra Generalife Albayzin à Grenade)
3. ↑  JO C 57/3 du 25/02/2012 : Espagne 2012 (Cathédrale de Burgos)
4. ↑  JO C 50/8 du 21/02/2013 : Espagne 2013 (Monastère de San Lorenzo de El Escorial)
5. ↑  JO C 51/05 du 22/02/2014 : Espagne 2014 (les sites du patrimoine culturel et naturel mondial de l'Unesco - Parc Güell).
6. ↑  JO C 397/04 du 12/11/2014 : Espagne 2015 (les sites du patrimoine mondial, culturel et naturel de l'Unesco - la grotte d'Altamira)
7. ↑  UNESCO Centre du patrimoine mondial, « Vieille ville de Ségovie et son aqueduc », sur UNESCO Centre du patrimoine mondial (consulté le 23 décembre 2022)
8. ↑  C 236/06 du 30/06/2016 Espagne 2017 (sites culturels et naturels du patrimoine mondial de l’Unesco — Églises du royaume des Asturies).
9. ↑  vieille ville de Saint-Jacques-de-Compostelle
10. ↑  UNESCO Centre du patrimoine mondial, « Vieille ville d'Ávila avec ses églises extra-muros », sur UNESCO Centre du patrimoine mondial (consulté le 23 décembre 2022)
11. ↑  UNESCO Centre du patrimoine mondial, « Architecture mudéjare d’Aragon », sur UNESCO Centre du patrimoine mondial (consulté le 23 décembre 2022)
12. ↑  UNESCO Centre du patrimoine mondial, « Ville historique de Tolède », sur UNESCO Centre du patrimoine mondial (consulté le 23 décembre 2022)
13. ↑  UNESCO Centre du patrimoine mondial, « Parc national de Garajonay », sur UNESCO Centre du patrimoine mondial (consulté le 23 décembre 2022)
14. ↑  UNESCO Centre du patrimoine mondial, « Vieille ville de Caceres », sur UNESCO Centre du patrimoine mondial (consulté le 23 décembre 2022)
15. ↑  UNESCO Centre du patrimoine mondial, « La Cathédrale, l'Alcázar et l'Archivo de Indias de Séville », sur UNESCO Centre du patrimoine mondial (consulté le 23 décembre 2022)
16. ↑  UNESCO Centre du patrimoine mondial, « Vieille ville de Salamanque », sur UNESCO Centre du patrimoine mondial (consulté le 23 décembre 2022)
17. ↑  UNESCO Centre du patrimoine mondial, « Monastère de Poblete », sur UNESCO Centre du patrimoine mondial (consulté le 23 décembre 2022)

## Compléments